# Objaw Ortolaniego
Objaw Ortolaniego lub objaw przeskakiwania – objaw ortopedyczny stanowiący test przesiewowy dysplastycznych lub niestabilnych stawów biodrowych. Polega na słyszalnym i wyczuwalnym przeskakiwaniu biodra podczas biernego odwodzenia i rotacji na zewnątrz kończyny dolnej maksymalnie zgiętej w stawach kolanowych i biodrowych z jednoczesnym wciskaniem kończyny dolnej w kierunku panewki stawu biodrowego.
Test zaraz po i przez kilka dni po porodzie może być dodatni, co jest normą fizjologiczną. Powinien ustąpić po paru dniach po porodzie.